# Ingenting (musikgrupp)
Ingenting (av bandet skrivet [ingenting]) är en svensk musikgrupp från Stockholm. Bandet bildades 2003, och har släppt fem fullängdsalbum, tre EP:s och flera singlar (bl.a. "Här kommer solen", "Punkdrömmar", "Halleluja!"), genom Stockholmsbaserade skivbolaget Labrador Records och egna etiketten nadazipp digital.
Debutalbumet Ingenting duger släpptes 2004 och är producerat av Christopher Sander. Det innehåller bland annat en version av Towa Carsons låt "Alla har glömt". Albumet följdes upp 2006 av albumet Mycket väsen för ingenting, producerat av Håkan Åkesson tillsammans med bandet. Bandets tredje album, Tomhet, idel tomhet, producerat av Jari Haapalainen släpptes hösten 2009.
Singlarna "Halleluja!" och "Ge tillbaka det" spelades flitigt på Sveriges Radio P3 under sommaren och hösten samma år. Videon till singeln "Dina händer är fulla av blommor" hyllades som en av årets vackraste.[källa behövs] Singeln "Halleluja!" blev en av de mest spelade i svensk radio det året.[källa behövs]
År 2015 åkte bandet på Stockholmsturné med spelningar varje dag under två veckor för att uppmärksamma COP21, klimattoppmötet i Paris samma år. I samband med detta släpptes singeln "Gaia". 2016 släpptes en uppmärksammad videoversion av Umeåartisten Skators låt "(inte) Hem".
Ingentings fjärde album, #STXLM, släpptes i december 2018, och innehåller bland annat fem singlar som släppts sedan 2015.
År 2021 släppte bandet albumet Vinterdagboken, en samling nya och äldre låtar.
Hösten 2022 gjorde bandet en version av den svenska nationalsången i samband med valet samma år.
År 2024 släpptes singlarna ”Lockrop” och ”Vrak och fångar”.

## Medlemmar
- Christopher Sander - sång och gitarr
- Mattias Bergqvist - trummor
- Sebastian Ross - bas
- Andreas Jeppsson - klaviatur

## Diskografi
Album
- 2004 – Ingenting duger
- 2006 – Mycket väsen för ingenting
- 2009 – Tomhet, idel tomhet
- 2018 – #STXLM
- 2021 – Vinterdagboken

EP
- 2004 – Ingenting är lätt
- 2006 – Sommardagboken
- 2018 – Emilio EP

Singlar
- 2004 – "Syster dyster"
- 2004 – "Här kommer solen"
- 2006 – "Släpp in solen"
- 2006 – "Punkdrömmar"
- 2007 – "Suzanne"
- 2009 – "Halleluja!"
- 2009 – "Dina händer är fulla av blommor"
- 2010 – "Medan vi sov"
- 2015 – "Gaia"
- 2016 – "(inte) hem"
- 2017 – "Rite de Passage"
- 2018 – "Emilio"
- 2018 – "Hanna"
- 2018 – "Billie"
- 2019 – "FGTMX"
- 2019 – "Utøya"
- 2020 – "Kanske Redan Igår"
- 2021 – "Villovägar"
- 2021 – "Luleå (låt mig gå)"

Videor
- 2004 – "Julia"
- 2004 – "Här kommer solen"
- 2006 – "Släpp in solen"
- 2006 – "Punkdrömmar"
- 2007 – "Suzanne"
- 2009 – "Dina händer är fulla av blommor"
- 2016 – "(inte) hem"